# Hongarije op de Olympische Zomerspelen 2008
Hongarije nam deel aan de Olympische Zomerspelen 2008 in Peking, China. Hongarije debuteerde op de eerste Zomerspelen in 1896 en deed in 2008 voor de 24e keer mee. Er werd drie keer goud gewonnen, het laagste aantal sinds 1924. Ten opzichte van 2004 waren dit er vijf minder.
In december 2008 kreeg Hongarije er nog een medaille bij. Krisztián Pars kreeg alsnog de zilveren medaille toegekend bij het kogelslingeren wegens twee diskwalificaties van twee Wit-Russen. In juni 2010 moest deze medaille weer worden teruggegeven omdat de diskwalificaties ongedaan werden gemaakt.

## Medailleoverzicht
| Sport     | Olympiër | Discipline               | Medaille |
| --------- | --- | ------------------------ | -------- |
| Kanovaren | Attila Sándor Vajda | C-1 1000m (m)            | Goud     |
| Kanovaren | Natasa Janic Katalin Kovács | K-2 500m (v)             | Goud     |
| Waterpolo | Zoltán Szécsi Tamás Varga Norbert Madaras Dénes Varga Tamás Kásás Norbert Hosnyánszky Gergely Kiss Tibor Benedek Dániel Varga Péter Biros Gábor Kis Tamás Molnár István Ger | mannen                   | Goud     |
| Kanovaren | Katalin Kovács Gabriella Tímea Szabó Danuta Kozák Natasa Janic | K-4 500m (v)             | Zilver   |
| Worstelen | Zoltán Fodor | -84kg Grieks-Romeins (m) | Zilver   |
| Zwemmen   | László Cseh | 200m vlinderslag (m)     | Zilver   |
| Zwemmen   | László Cseh | 200m wisselslag (m)      | Zilver   |
| Zwemmen   | László Cseh | 400m wisselslag (m)      | Zilver   |
| Kanovaren | Tamás Kiss György Kozmann | C-2 1000m (m)            | Brons    |
| Schermen  | Ildikó Mincza-Nébald | degen (v)                | Brons    |

## Deelnemers en resultaten

### Atletiek
| Olympiër         | Discipline               | Resultaat | Prestatie                                                    |
| ---------------- | ------------------------ | --------- | ------------------------------------------------------------ |
| Dániel Kiss      | 110m horden (m)          | 21e       | serie 5: 3de in 13,61 kwartfinale 3: 5de in 13,63            |
| Zoltán Czukor    | 50km snelwandelen (m)    | 46e       | 4:20.07                                                      |
| Lajos Kürthy     | kogelstoten (m)          | 34e       | kwalificatie groep A: 17de met 18,74m                        |
| Róbert Fazekas   | discuswerpen (m)         | 8e        | kwalificatie groep A: 7de met 62,64m finale: 63,43m          |
| Zoltán Kővágó    | discuswerpen (m)         | 21e       | kwalificatie groep B: 10de met 60,79m                        |
| Gábor Máté       | discuswerpen (m)         | 13e       | kwalificatie groep A: 8ste met 62,44m                        |
| Csongor Olteán   | speerwerpen (m)          | DNF       | kwalificatie groep A: geen geldige poging                    |
| Krisztián Pars   | kogelslingeren (m)       | 4e        | kwalificatie groep A: 1ste met 80,07m finale: 4de met 80,96m |
| Attila Zsivoczky | tienkamp (m)             | DNF       | niet gefinisht                                               |
|                  |                          |           |                                                              |
| Barbara Petráhn  | 400m (v)                 | 35e       | serie 3: 3de in 53,06                                        |
| Krisztina Papp   | 5000m (v)                | 27e       | serie 2: 13de in 16.08,86                                    |
| Anikó Kálovics   | 10000m (v)               | 20e       | 32.24,83                                                     |
| Edit Vári        | 100m horden (v)          | 35e       | serie 3: 8ste in 13,59                                       |
| Beáta Rakonczai  | marathon (v)             | DNF       | niet gefinisht                                               |
| Petra Teveli     | marathon (v)             | 65e       | 2:48.32                                                      |
| Edina Füsti      | 20km snelwandelen (v)    | 39e       | 1:37.03                                                      |
| Krisztina Molnár | polsstokhoogspringen (v) | 26e       | kwalificatiegroep B: 14de met 4,15m                          |
| Nikolett Szabó   | speerwerpen (v)          | 22e       | kwalificatiegroep A: 11de met 57,15m                         |
| Éva Orbán        | kogelslingeren (v)       | 34e       | kwalificatiegroep A: 17de met 65,41m                         |
| Györgyi Farkas   | zevenkamp (v)            | 28e       | 5760 punten                                                  |

### Boksen
| Olympiër        | Discipline | Resultaat | Prestatie |
| --------------- | ---------- | --------- | --- |
| Pál Bedák       | -48kg (m)  | 17e       | 1ste ronde: V van KAZ Zhakypov: 6-7                                                                                  |
| Norbert Kalucza | -51kg (m)  | 9e        | 1ste ronde: vrij 2de ronde: V van PUR Arroyo: 6-14                                                                   |
| Miklós Varga    | -60kg (m)  | 17e       | 1ste ronde: V van KAZ Akshalov: 3-12                                                                                 |
| Gyula Káté      | -64kg (m)  | 17e       | 1ste ronde: V van IRL Joyce: 5-9                                                                                     |
| Imre Szellő     | -81kg (m)  | 5e        | 1ste ronde: vrij 2de ronde: W van VEN González: scheidsrechterlijke beslissing kwartfinale: V van GBR Jeffries: 2-10 |

### Gewichtheffen
| Olympiër       | Discipline | Resultaat | Prestatie                                           |
| -------------- | ---------- | --------- | --------------------------------------------------- |
| János Baranyai | -77kg (m)  | DNF       | trekken: 17de met 145kg stoten: geen geldige poging |

### Gymnastiek
| Olympiër       | Discipline               | Resultaat | Prestatie                             |
| -------------- | ------------------------ | --------- | ------------------------------------- |
| Róbert Gál     | vloer (m)                | 74e       | kwalificatie: 74ste met 13,425 punten |
| Róbert Gál     | paard met bogen (m)      | 65e       | kwalificatie: 65ste met 13,225 punten |
| Róbert Gál     | rekstok (m)              | 74e       | kwalificatie: 74ste met 12,900 punten |
|                |                          |           |                                       |
| Dorina Böczögő | individuele meerkamp (v) | 52e       | kwalificatie: 52ste met 54,450 punten |

### Handbal
| Olympiër | Discipline | Resultaat | Prestatie |
| --- | ---------- | --------- | --- |
| Bernadett Ferling Orsolya Vérten Krisztina Pigniczki Orsolya Herr Anita Görbicz Katalin Pálinger Tímea Tóth Piroska Szamoránszky Bernadett Bódi Gabriella Szűcs Rita Borbás Ágnes Hornyák Mónika Kovacsicz Zsuzsanna Tomori | vrouwen    | 4e        | groep B: 3de W van Zweden: 30-24 G van Brazilië: 28-28 W van Duitsland: 25-24 V van Rusland: 24-33 V van Zuid-Korea: 22-33 kwartfinale: W van Roemenië: 34-30 halve finale: V van Rusland: 20-22 bronzen finale: V van Zuid-Korea: 28-33 |

| Groep B |            |             |             |             |             |            |            |            |        |
| #       | Land       | Wedstrijden | Wedstrijden | Wedstrijden | Wedstrijden | Doelpunten | Doelpunten | Doelpunten | Punten |
| #       | Land       | G           | W           | G           | V           | V          | T          | Saldo      | Punten |
| 1       | Rusland    | 5           | 4           | 1           | 0           | 148        | 125        | +23        | 9      |
| 2       | Zuid-Korea | 5           | 3           | 1           | 1           | 155        | 127        | +28        | 7      |
| 3       | Hongarije  | 5           | 2           | 1           | 2           | 129        | 142        | -13        | 5      |
| 4       | Zweden     | 5           | 2           | 0           | 3           | 123        | 137        | -14        | 4      |
| 5       | Brazilië   | 5           | 1           | 1           | 4           | 124        | 137        | -13        | 3      |
| 6       | Duitsland  | 5           | 1           | 0           | 4           | 123        | 134        | -11        | 2      |

| Ronde          | Datum  | Plaats     | Land  | Score      | Land |
| -------------- | ------ | ---------- | ----- | ---------- | ---- |
| Groepsfase     |        |            |       |            |      |
| 9 augustus     | Peking | Hongarije  | 30-24 | Zweden     |      |
| 11 augustus    | Peking | Brazilië   | 28-28 | Hongarije  |      |
| 13 augustus    | Peking | Duitsland  | 24-25 | Hongarije  |      |
| 15 augustus    | Peking | Hongarije  | 24-33 | Rusland    |      |
| 17 augustus    | Peking | Hongarije  | 22-33 | Zuid-Korea |      |
| Kwartfinale    |        |            |       |            |      |
| 19 augustus    | Peking | Roemenië   | 30-34 | Hongarije  |      |
| Halve finale   |        |            |       |            |      |
| 21 augustus    | Peking | Hongarije  | 20-22 | Rusland    |      |
| Bronzen finale |        |            |       |            |      |
| 23 augustus    | Peking | Zuid-Korea | 33-28 | Hongarije  |      |

### Judo
| Olympiër         | Discipline | Resultaat | Prestatie |
| ---------------- | ---------- | --------- | --- |
| Miklós Ungvári   | -66kg (m)  | 17e       | voorronde: W van CHN Wu: yuko 1ste ronde: W van GEO Kedelashvili: ippon 2de ronde: V van RUS Gedanov: yuko                                                                                    |
| Dániel Hadfi     | -100kg (m) | 7e        | 1ste ronde: W van LBA Saleh: ippon 2de ronde: W van CMR Moussima: ippon kwartfinale: V van KAZ Zhitkeyev: ippon herkansingen: W van BIH Mekić: ippon herkansingen: V van POL Matyjaszek: yuko |
| Barna Bor        | +100kg (m) | 21e       | voorronde: vrij 1ste ronde: V van EGY El Shehaby: waza-ari |
|                  |            |           | |
| Éva Csernoviczki | –48kg (v)  | 7e        | 1ste ronde: W van BRA Menezes: ippon 2de ronde: V van ROU Dumitru: waza-ari herkansingen: W van KOR Kim: koka herkansingen: V van ARG Pareto: waza-ari                                        |
| Bernadett Baczkó | –57kg (v)  | 7e        | 1ste ronde: vrij 2de ronde: V van AUS Pekli: waza-ari herkansingen: W van TUN Jelassi: ippon herkansingen: V van FRA Harel: waza-ari                                                          |
| Anett Mészáros   | –70kg (v)  | 7e        | 1ste ronde: vrij 2de ronde: W van RUS Kuzina: yuko kwartfinale: V van JPN Ueno: waza-ari herkansingen: W van CHN Wang: ippon herkansingen: V van USA Rousey: ippon                            |

### Kanovaren
| Olympiër                                                 | Discipline    | Resultaat | Prestatie                                                                         |
| -------------------------------------------------------- | ------------- | --------- | --------------------------------------------------------------------------------- |
| Attila Vajda                                             | C-1 500m (m)  | 9e        | serie 1: 4de in 1.49,942 halve finale 2: 1ste in 1.51,029 finale: 9de in 1.50,156 |
| Attila Vajda                                             | C-1 1000m (m) | Goud      | serie 1: 1ste in 3.55,319 finale: 1ste in 3.50,467                                |
| Matyas Safran Mihaly Zoltan Safran                       | C-2 500m (m)  | 14e       | serie 1: 6de in 1.43,642 halve finale: 8ste in 1.45,032                           |
| György Kozmann Tamás Kiss                                | C-2 1000m (m) | Brons     | serie 1: 4de in 3.46,020 halve finale: 2de in 3.42,482 finale: 3de in 3.40,258    |
| Ákos Vereckei                                            | K-1 500m (m)  | 6e        | serie 3: 1ste in 1.36,099 halve finale 3: 3de in 1.42,155 finale: 6de in 1.38,318 |
| Zoltán Benkő                                             | K-1 1000m (m) | 9e        | serie 1: 2de in 3.29,542 halve finale 1: 3de in 3.34,473 finale: 9de in 3.32,120  |
| Zoltán Kammerer Gábor Kucsera                            | K-2 500m (m)  | 4e        | serie 2: 3de in 1.30,099 finale: 4de in 1.30,285                                  |
| Zoltán Kammerer Gábor Kucsera                            | K-2 1000m (m) | 4e        | serie 2: 1ste in 3.17,636 finale: 4de in 3.15,049                                 |
| Márton Sík István Beé Ákos Vereckei Gábor Bozsik         | K-4 1000m (m) | 4e        | serie 1: 2de in 2.57,242 finale: 5de in 2.59,009                                  |
|                                                          |               |           |                                                                                   |
| Katalin Kovács                                           | K-1 500m (v)  | 4e        | serie 1: 1ste in 1.49,424 finale: 4de in 1.51,139                                 |
| Katalin Kovács Nataša Janić                              | K-2 500m (v)  | Goud      | serie 2: 1ste in 1.42,162 finale: 1ste in 1.41,308                                |
| Katalin Kovács Gabriella Szabó Danuta Kozák Nataša Janić | K-4 500m (v)  | Zilver    | serie 2: 1ste in 1.34,321 finale: 2de in 1.32,971                                 |

### Moderne vijfkamp
| Olympiër        | Discipline | Resultaat | Prestatie   |
| --------------- | ---------- | --------- | ----------- |
| Gábor Balogh    | mannen     | 26e       | 5064 punten |
| Viktor Horváth  | mannen     | 19e       | 5272 punten |
|                 |            |           |             |
| Leila Gyenesei  | vrouwen    | 24e       | 5260 punten |
| Zsuzsanna Vörös | vrouwen    | 20e       | 5300 punten |

### Roeien
| Olympiër                  | Discipline             | Resultaat | Prestatie |
| ------------------------- | ---------------------- | --------- | --- |
| Zsolt Hirling Tamás Varga | lichte dubbel-twee (m) | 14e       | serie 3: 3de in 6.19,60 herkansingen: 4de in 6.50,48 halve finale C/D: 1ste in 6.28,84 finale C: 2de in 6.25,11 |

### Schermen
| Olympiër                                                 | Discipline      | Resultaat | Prestatie |
| -------------------------------------------------------- | --------------- | --------- | --- |
| Gábor Boczkó                                             | degen (m)       | 4e        | 1ste ronde: vrij 2de ronde: W van ITA Rota: 11-10 3de ronde: W van VEN Fernández: 15-9 kwartfinale: W van POL Zawrotniak: 15-12 halve finale: V van FRA Jeannet: 12-15 bronzen finale: V van ESP Abajo: 7-8 |
| Géza Imre                                                | degen (m)       | 9e        | 1ste ronde: vrij 2de ronde: W van KOR Kim: 15-14 3de ronde: V van ITA Confalonieri: 9-15 |
| Krisztián Kulcsár                                        | degen (m)       | 17e       | 1ste ronde: vrij 2de ronde: V van CHN Yin: 9-15 |
| Gábor Boczkó Géza Imre Iván Kovács Krisztián Kulcsár     | degen team (m)  | 5e        | 1ste ronde: V van China: 43-45 5-8ste plek: W van Oekraïne: 41-29 5-6de plek: W van Vietnam: 40-25 |
| Tamás Decsi                                              | sabel (m)       | 17e       | 1ste ronde: vrij 2de ronde: V van HUN Szilágyi: 9-15 |
| Zsolt Nemcsik                                            | sabel (m)       | 17e       | 1ste ronde: vrij 2de ronde: V van CHN Zhou: 13-15 |
| Áron Szilágyi                                            | sabel (m)       | 9e        | 1ste ronde: vrij 2de ronde: W van HUN Tamás DecsiDecsi: 15-9 3de ronde: V van USA Smart: 10-15 |
| Tamás Decsi Balázs Lontay Zsolt Nemcsik Áron Szilágyi    | sabel team (m)  | 5e        | 1ste ronde: V van Verenigde Staten: 44-45 5-8ste plek: V van China: 38-45 7-8ste plek: W van Egypte: 45-25                                                                                                  |
|                                                          |                 |           | |
| Ildikó Mincza-Nébald                                     | degen (v)       | Brons     | 1ste ronde: W van HKG Yeung: 15-11 2de ronde: W van CAN Schalm: 15-13 kwartfinale: W van GER Duplitzer: 15-11 halve finale: V van ROU Popescu: 14-15 bronzen finale: W van CHN Li: 15-11                    |
| Emese Szász                                              | degen (v)       | 9e        | 1ste ronde: W van ALG Bentaleb: 15-4 2de ronde: V van RUS Sjoetova: 12-15 |
| Edina Knapek                                             | floret (v)      | 5e        | 1ste ronde: vrij 2de ronde: W van CHN Sun: 15-13 3de ronde: W van CHN Su: 15-10 kwartfinale: V van ITA Vezzali: 3-15                                                                                        |
| Aida Mohamed                                             | floret (v)      | 9e        | 1ste ronde: vrij 2de ronde: W van CAN Luan: 15-7 3de ronde: V van RUS Lamonova: 5-15 |
| Gabriella Varga                                          | floret (v)      | 9e        | 1ste ronde: vrij 2de ronde: W van VEN González: 15-2 3de ronde: V van KOR Nam: 4-15 |
| Edina Knapek Aida Mohamed Virgine Ujlaky Gabriella Varga | floret team (v) | 4e        | 1ste ronde: W van Duitsland: 35-31 halve finale: V van Verenigde Staten: 33-35 bronzen finale: V van Italië: 23-32                                                                                          |
| Orsolya Nagy                                             | sabel (v)       | 9e        | 1ste ronde: vrij 2de ronde: W van FRA Touya: 15-13 3de ronde: V van USA Ward: 5-15 |

### Schietsport
| Olympiër        | Discipline                 | Resultaat | Prestatie                                                                           |
| --------------- | -------------------------- | --------- | ----------------------------------------------------------------------------------- |
| Péter Sidi      | 10m luchtgeweer (m)        | 6e        | kwalificatie: 6de met 595 punten (98-99-100-99-99-100) finale: 6de met 698,4 punten |
| Péter Sidi      | 50m geweer 3 houdingen (m) | 25e       | kwalificatie: 25ste met 1163 punten (394-385-384)                                   |
| Péter Sidi      | 50m geweer liggend (m)     | 39e       | kwalificatie: 39ste met 588 punten (99-99-97-96-98-99)                              |
| Roland Gerebics | dubbeltrap (m)             | 9e        | kwalificatie: 9de met 136 punten (44-47-45)                                         |
|                 |                            |           |                                                                                     |
| Anita Tóth      | 10m luchtgeweer (v)        | 35e       | kwalificatie: 6de met 595 punten (96-99-97-98)                                      |
| Anita Tóth      | 50m geweer 3 houdingen (v) | 37e       | kwalificatie: 37ste met 569 punten (194-187-188)                                    |
| Zsófia Csonka   | 25m pistool (v)            | 29e       | kwalificatie: 29ste met 378 punten (94-93-97-94)                                    |
| Zsófia Csonka   | 10m luchtpistool (v)       | 27e       | kwalificatie: 32ste met 571 punten (287-284)                                        |
| Diána Igaly     | skeet (v)                  | 13e       | kwalificatie: 13de met 66 punten (22-23-21)                                         |

### Schoonspringen
| Olympiër     | Discipline   | Resultaat | Prestatie                                                                                             |
| ------------ | ------------ | --------- | --- |
| Nóra Barta   | 3m plank (m) | 12e       | voorronde: 18de met 276,15 punten halve finale: 11de met 318,15 punten finale: 12de met 269,25 punten |
| Villő Kormos | 3m plank (m) | 24e       | voorronde: 24ste met 247,95 punten                                                                    |

### Tafeltennis
| Olympiër       | Discipline    | Resultaat | Prestatie |
| -------------- | ------------- | --------- | --- |
| János Jakab    | enkelspel (m) | 33e       | voorronde: vrij 1ste ronde: W van FRA Chila: 4-3 (7-11, 10-12, 9-11, 11-7, 11-1, 11-8, 11-9) 2de ronde: V van GER Süß: 1-4 (11-7, 4-11, 8-11, 8-11, 8-11)                         |
|                |               |           | |
| Petra Lovas    | enkelspel (v) | 49e       | voorronde: vrij 1ste ronde: V van SVK Odorova: 2-4 (9-11, 6-11, 4-11, 11-8, 11-9, 10-12)                                                                                          |
| Georgina Póta  | enkelspel (v) | 17e       | voorronde: vrij 1ste ronde: vrij 2de ronde: W van CZE Hadacova: 4-3 (11-3, 8-11, 11-6, 12-14, 12-10, 12-10) 3de ronde: V van CHN Nan: 0-4 (6-11, 7-11, 6-11, 2-11)                |
| Krisztina Tóth | enkelspel (v) | 17e       | voorronde: vrij 1ste ronde: vrij 2de ronde: W van LTU Paskauskiene: 4-3 (8-11, 11-5, 11-8, 11-6, 4-11, 6-11, 11-3) 3de ronde: V van USA Chen: 1-4 (7-11, 7-11, 6-11, 13-11, 2-11) |

### Tennis
| Olympiër               | Discipline     | Resultaat | Prestatie                                       |
| ---------------------- | -------------- | --------- | ----------------------------------------------- |
| Ágnes Szávay           | enkelspel (v)  | 33e       | 1ste ronde: V van CHN Zheng: 6-4, 3-6, 5-7      |
| Gréta Arn Ágnes Szávay | dubbelspel (v) | 33e       | 1ste ronde: V van JPN Morita/Sugiyama: 3-6, 3-6 |

### Triatlon
| Olympiër     | Discipline | Resultaat | Prestatie  |
| ------------ | ---------- | --------- | ---------- |
| Csaba Kuttor | mannen     | 47e       | 1:55.53,38 |
|              |            |           |            |
| Zita Szabór  | vrouwen    | 38e       | 2:06.46,70 |

### Waterpolo

#### Mannen
| Olympiër | Discipline | Resultaat | Prestatie |
| --- | ---------- | --------- | --- |
| Tibor Benedek Péter Biros István Gergely Norbert Hosnyánszky Tamás Kásás Gábor Kis Gergely Kiss Norbert Madaras Tamás Molnár Zoltán Szécsi Dániel Varga Dénes Varga Tamás Varga | mannen     | Goud      | groep A: 1ste G van Montenegro: 10-10 W van Griekenland: 17-6 W van Spanje: 8-5 W van Australië: 13-12 W van Canada: 12-3 halve finale: W van Montenegro: 11-9 finale: W van Verenigde Staten: 14-10 |

| Groep B |             |             |             |             |             |        |        |        |        |
| #       | Land        | Wedstrijden | Wedstrijden | Wedstrijden | Wedstrijden | Punten | Punten | Punten | Punten |
| #       | Land        | G           | W           | G           | V           | V      | T      | Saldo  | Punten |
| 1       | Hongarije   | 5           | 4           | 1           | 0           | 60     | 36     | +24    | 9      |
| 2       | Spanje      | 5           | 4           | 0           | 1           | 52     | 34     | +18    | 8      |
| 3       | Montenegro  | 5           | 2           | 2           | 1           | 43     | 33     | +10    | 6      |
| 4       | Australië   | 5           | 2           | 1           | 2           | 45     | 40     | +5     | 5      |
| 5       | Griekenland | 5           | 1           | 0           | 4           | 39     | 56     | −17    | 2      |
| 6       | Canada      | 5           | 0           | 0           | 5           | 21     | 61     | −40    | 0      |

| Ronde        | Datum  | Plaats      | Land  | Score            | Land |
| ------------ | ------ | ----------- | ----- | ---------------- | ---- |
| Groepsfase   |        |             |       |                  |      |
| 10 augustus  | Peking | Hongarije   | 10-10 | Montenegro       |      |
| 12 augustus  | Peking | Griekenland | 6-17  | Hongarije        |      |
| 14 augustus  | Peking | Hongarije   | 8-5   | Spanje           |      |
| 16 augustus  | Peking | Australië   | 12-13 | Hongarije        |      |
| 18 augustus  | Peking | Hongarije   | 12-3  | Canada           |      |
| Halve finale |        |             |       |                  |      |
| 22 augustus  | Peking | Hongarije   | 11-9  | Montenegro       |      |
| Finale       |        |             |       |                  |      |
| 24 augustus  | Peking | Hongarije   | 14-10 | Verenigde Staten |      |

#### Vrouwen
| Olympiër | Discipline | Resultaat | Prestatie |
| --- | ---------- | --------- | --- |
| Fruzsina Bravik Rita Dravucz Anett Timea Gyore Patricia Horvath Dora Agnes Kisteleki Aniko Pelle Agnes Primasz Mercedes Stieber Krisztina Szremko Orsolya Takacs Agnes Valkai Krisztina Zantleitner Ildiko Zirighne | vrouwen    | 4e        | groep B: 1ste W van Nederland: 11-9 G van Australië: 7-7 W van Griekenland: 10-4 halve finale: V van Nederland: 7-8 bronzen finale: V van Australië: 9-9 (ns 2-3) |

| Groep B |             |             |             |             |             |        |        |        |        |
| #       | Land        | Wedstrijden | Wedstrijden | Wedstrijden | Wedstrijden | Punten | Punten | Punten | Punten |
| #       | Land        | G           | W           | G           | V           | V      | T      | Saldo  | Punten |
| 1       | Hongarije   | 3           | 2           | 1           | 0           | 28     | 20     | +8     | 5      |
| 2       | Australië   | 3           | 2           | 1           | 0           | 25     | 22     | +3     | 5      |
| 3       | Nederland   | 3           | 1           | 0           | 2           | 27     | 27     | 0      | 2      |
| 4       | Griekenland | 3           | 0           | 0           | 3           | 16     | 27     | -11    | 0      |

| Ronde          | Datum  | Plaats    | Land      | Score       | Land |
| -------------- | ------ | --------- | --------- | ----------- | ---- |
| Groepsfase     |        |           |           |             |      |
| 11 augustus    | Peking | Hongarije | 11-9      | Nederland   |      |
| 13 augustus    | Peking | Hongarije | 7-7       | Australië   |      |
| 15 augustus    | Peking | Hongarije | 10-4      | Griekenland |      |
| Halve finale   |        |           |           |             |      |
| 19 augustus    | Peking | Hongarije | 7-8       | Nederland   |      |
| Bronzen finale |        |           |           |             |      |
| 21 augustus    | Peking | Australië | 9-9 (3-2) | Hongarije   |      |

### Wielersport
| Olympiër        | Discipline       | Resultaat | Prestatie                                                         |
| BMX             | BMX              | BMX       | BMX                                                               |
| --------------- | ---------------- | --------- | ----------------------------------------------------------------- |
| Vilmos Radasics | mannen           | 23e       | plaatsingsronde: 31ste in 38,830 kwartfinale 3: 6de met 18 punten |
|                 |                  |           |                                                                   |
| Anikó Hódi      | vrouwen          | 12e       | plaatsingsronde: 15de in 41,772 halve finale 2: 6de met 18 punten |
| Mountainbike    |                  |           |                                                                   |
| András Parti    | mannen           | 23e       | 2:06.00                                                           |
| Weg             |                  |           |                                                                   |
| László Bodrogi  | tijdrit (m)      | 27e       | 1:07.27                                                           |
| László Bodrogi  | wegwedstrijd (m) | DNF       | niet gefinisht                                                    |
| Péter Kusztor   | wegwedstrijd (m) | 66e       | 6:35.44                                                           |

### Gewichtheffen
| Olympiër           | Discipline  | Resultaat   | Prestatie |
| Vrije stijl        | Vrije stijl | Vrije stijl | Vrije stijl |
| ------------------ | ----------- | ----------- | --- |
| István Veréb       | -74kg (m)   | 20e         | kwalificatie: V van USA Askren: 1-3 |
| Gergely Kiss       | -96kg (m)   | 8e          | kwalificatie: W van MDA Ceban: 3-1 1ste ronde: V van UZB Kurbanov: 1-3 |
| Ottó Aubéli        | -120kg (m)  | 8e          | kwalificatie: vrij 1ste ronde: W van PLW Temengil: 3-1 kwartfinale: V van SVK Musulbes: 1-3 |
|                    |             |             | |
| Marianna Sastin    | -63kg (v)   | 15e         | kwalificatie: vrij 1ste ronde: V van CAN Dugrenier: 0-3 |
| Grieks-Romeins     |             |             | |
| Tamás Lőrincz      | -66kg (m)   | 8e          | kwalificatie: W van ARM Adikyan: 3-1 1ste ronde: V van FRA Guénot: 1-3 herkansingen: V van CUB Milián: 1-3                                                                                         |
| Péter Bácsi        | -74kg (m)   | 5e          | kwalificatie: W van USA Dantzler: 3-1 1ste ronde: W van ARM Julfalakyan: 3-1 kwartfinale: W van RUS Samurgashev: 3-1 halve finale: V van GEO Kvirkvelia: 0-5 bronzen finale: V van FRA Guénot: 1-3 |
| Zoltán Fodor       | -84kg (m)   | Zilver      | kwalificatie: vrij 1ste ronde: W van CHN Ma: 3-1 kwartfinale: W van AZE Gadabadze: 3-1 halve finale: W van TUR Avluca: 3-1 finale: V van ITA Minguzzi: 1-3                                         |
| Lajos Virág        | -96kg (m)   | 17e         | kwalificatie: vrij 1ste ronde: V van USA Wheeler: 1-3 |
| Mihály Deák-Bárdos | -96kg (m)   | 8e          | kwalificatie: vrij 1ste ronde: W van CAN Taub: 3-1 kwartfinale: V van FRA Szczepaniak: 1-3 |

### Zeilen
| Olympiër        | Discipline | Resultaat | Prestatie                                   |
| --------------- | ---------- | --------- | ------------------------------------------- |
| Áron Gádorfalvi | RS:X (m)   | 19e       | 162 punten: (15-19-16-12-24-26-10-9-8-13)   |
| Zsombor Berecz  | laser (m)  | 29e       | 232 punten: (27-31-36-23-18-22-24-14-37)    |
|                 |            |           |                                             |
| Diána Detre     | RS:X (v)   | 22e       | 211 punten: (22-20-19-21-22-25-26-20-17-19) |

### Zwemmen
| Olympiër                                                    | Discipline            | Resultaat | Prestatie                                                                           |
| ----------------------------------------------------------- | --------------------- | --------- | ----------------------------------------------------------------------------------- |
| Krisztián Takács                                            | 50m vrije slag (m)    | 9e        | serie 12: 5de in 22,14 halve finale 1: 4de in 21,84                                 |
| Balázs Makány                                               | 100m vrije slag (m)   | 28e       | serie 5: 2de in 49,27                                                               |
| Norbert Kovács                                              | 200m vrije slag (m)   | 35e       | serie 4: 3de in 1.49,34                                                             |
| Balázs Gercsák                                              | 400m vrije slag (m)   | 32e       | serie 2: 6de in 3.54,14                                                             |
| Gergő Kis                                                   | 1500m vrije slag (m)  | 19e       | serie 5: 6de in 15.09,67                                                            |
| Roland Rudolf                                               | 100m rugslag (m)      | 36e       | serie 2: 4de in 56,25                                                               |
| Gábor Balog                                                 | 200m rugslag (m)      | 31e       | serie 4: 7de in 2.01,42                                                             |
| Roland Rudolf                                               | 200m rugslag (m)      | 19e       | serie 6: 7de in 1.59,44                                                             |
| Richárd Bodor                                               | 100m schoolslag (m)   | 19e       | serie 8: 6de in 1.00,97                                                             |
| Dániel Gyurta                                               | 100m schoolslag (m)   | 24e       | serie 7: 8ste in 1.01,31                                                            |
| Dániel Gyurta                                               | 200m schoolslag (m)   | 5e        | serie 7: 1ste in 2.08,68 (OR) halve finale 2: 3de in 2.09,73 finale: 5de in 2.09,22 |
| Ádám Madarassy                                              | 100m vlinderslag (m)  | 50e       | serie 3: 4de in 53,93                                                               |
| László Cseh                                                 | 200m vlinderslag (m)  | Zilver    | serie 4: 1ste in 1.54,48 halve finale 1: 3de in 1.54,35 finale: 2de in 1.52,70      |
| Tamás Kerékjártó                                            | 200m vlinderslag (m)  | 22e       | serie 5: 7de in 1.57,29                                                             |
| László Cseh                                                 | 200m wisselslag (m)   | Zilver    | serie 4: 1ste in 1.58,29 halve finale 1: 2de in 1.58,19 finale: 2de in 1.56,52      |
| Tamás Kerékjártó                                            | 200m wisselslag (m)   | 17e       | serie 5: 6de in 2.00,60                                                             |
| László Cseh                                                 | 400m wisselslag (m)   | Zilver    | serie 2: 1ste in 4.09,26 finale: 2de in 4.06,16                                     |
| Gergő Kis                                                   | 400m wisselslag (m)   | 6e        | serie 4: 3de in 4.10,66 finale: 6de in 4.12,84                                      |
| Tamás Kerékjártó Gergő Kis Norbert Kovács Dominik Kozma     | 4x200m vrije slag (m) | 13e       | serie 2: 6de in 7.14,14                                                             |
| Csaba Gercsák                                               | 10km open water (m)   | DNF       | niet gefinisht                                                                      |
|                                                             |                       |           |                                                                                     |
| Éva Dobár                                                   | 50m vrije slag (v)    | 41e       | serie 7: 3de in 26,33                                                               |
| Orsolya Tompa                                               | 100m vrije slag (v)   | 40e       | serie 2: 3de in 56,57                                                               |
| Ágnes Mutina                                                | 200m vrije slag (v)   | 11e       | serie 6: 3de in 1.57,25 (NR) halve finale 2: 7de in 1.58,15                         |
| Boglárka Kapás                                              | 400m vrije slag (v)   | 29e       | serie 1: 1ste in 4.16,22                                                            |
| Réka Nagy                                                   | 800m vrije slag (v)   | 26e       | serie 2: 5de in 8.40,38                                                             |
| Nikolett Szepesi                                            | 100m rugslag (v)      | 24e       | serie 7: 7de in 1.01,77                                                             |
| Nikolett Szepesi                                            | 200m rugslag (v)      | 18e       | serie 5: 6de in 2.11,47                                                             |
| Evelyn Verrasztó                                            | 200m rugslag (v)      | 17e       | serie 3: 7de in 2.11,02                                                             |
| Réka Pecz                                                   | 100m schoolslag (v)   | 41e       | serie 3: 7de in 1.12,17                                                             |
| Katalin Bor                                                 | 200m schoolslag (v)   | 27e       | serie 3: 3de in 2.29,95                                                             |
| Eszter Dara                                                 | 100m vlinderslag (v)  | 13e       | serie 6: 4de in 58,39 (NR) halve finale 2: 5de in 58,84                             |
| Beatrix Boulsevicz                                          | 200m vlinderslag (v)  | 18e       | serie 5: 6de in 2.10,00                                                             |
| Emese Kovács                                                | 200m vlinderslag (v)  | 27e       | serie 3: 6de in 2.12,73                                                             |
| Katinka Hosszú                                              | 200m wisselslag (v)   | 17e       | serie 4: 5de in 2.13,05                                                             |
| Evelyn Verrasztó                                            | 200m wisselslag (v)   | 9e        | serie 5: 5de in 2.12,52 halve finale 2: 4de in 2.12,18 swim-off: 2de in 2.14,96     |
| Katinka Hosszú                                              | 400m wisselslag (v)   | 12e       | serie 5: 3de in 4.37,55                                                             |
| Zsuzsanna Jakabos                                           | 400m wisselslag (v)   | 13e       | serie 5: 4de in 4.37,86                                                             |
| Eszter Dara Zsuzsanna Jakabos Ágnes Mutina Evelyn Verrasztó | 4x200m vrije slag (v) | 6e        | serie 2: 4de in 7.55,26 finale: 6de in 7.55,53                                      |

Afghanistan · Albanië · Algerije · Amerikaanse Maagdeneilanden · Amerikaans-Samoa · Andorra · Angola · Antigua en Barbuda · Argentinië · Armenië · Aruba · Australië · Azerbeidzjan · Bahama's · Bahrein · Bangladesh · Barbados · België · Belize · Benin · Bermuda · Bhutan · Bolivia · Bosnië en Herzegovina · Botswana · Brazilië · Britse Maagdeneilanden · Bulgarije · Burkina Faso · Burundi · Cambodja · Canada · Centraal-Afrikaanse Republiek · Chili · China · Chinees Taipei · Colombia · Comoren · Congo-Brazzaville · Congo-Kinshasa · Cookeilanden · Costa Rica · Cuba · Cyprus · Denemarken · Djibouti · Dominica · Dominicaanse Republiek · Duitsland · Ecuador · Egypte · El Salvador · Equatoriaal-Guinea · Eritrea · Estland · Ethiopië · Fiji · Filipijnen · Finland · Frankrijk · Gabon · Gambia · Georgië · Ghana · Grenada · Griekenland · Groot-Brittannië · Guam · Guatemala · Guinee · Guinee‑Bissau · Guyana · Haïti · Honduras · Hongarije · Hongkong · Ierland · IJsland · India · Indonesië · Irak · Iran · Israël · Italië · Ivoorkust · Jamaica · Japan · Jemen · Jordanië · Kaaimaneilanden · Kaapverdië · Kameroen · Kazachstan · Kenia · Kirgizië · Kiribati · Koeweit · Kroatië · Laos · Lesotho · Letland · Libanon · Liberia · Libië · Liechtenstein · Litouwen · Luxemburg · Macedonië · Madagaskar · Malawi · Malediven · Maleisië · Mali · Malta · Marshalleilanden · Marokko · Mauritanië · Mauritius · Mexico · Micronesië · Moldavië · Monaco · Mongolië · Montenegro · Mozambique · Myanmar · Namibië · Nauru · Nederland · Nederlandse Antillen · Nepal · Nicaragua · Nieuw-Zeeland · Niger · Nigeria · Noord-Korea · Noorwegen · Oeganda · Oekraïne · Oezbekistan · Oman · Oostenrijk · Oost‑Timor · Pakistan · Palau · Palestina · Panama · Papoea-Nieuw-Guinea · Paraguay · Peru · Polen · Portugal · Puerto Rico · Qatar · Roemenië · Rusland · Rwanda · Saint Kitts en Nevis · Saint Lucia · Saint Vincent en Grenadines · Salomonseilanden · Samoa · San Marino · Sao Tomé en Principe · Saoedi-Arabië · Senegal · Servië · Seychellen · Sierra Leone · Singapore · Slovenië · Slowakije · Soedan · Somalië · Spanje · Sri Lanka · Suriname · Swaziland · Syrië · Tadzjikistan · Tanzania · Thailand · Togo · Tonga · Trinidad en Tobago · Tsjaad · Tsjechië · Tunesië · Turkije · Turkmenistan · Tuvalu · Uruguay · Vanuatu · Venezuela · Verenigde Arabische Emiraten · Verenigde Staten · Vietnam · Wit-Rusland · Zambia · Zimbabwe · Zuid-Afrika · Zuid-Korea · Zweden · Zwitserland
Uitgesloten van deelname: Brunei